# Monunij
Monunij I (grško: Μονούνιος [Monoúnios]), ilirski kralj Dardanskega kraljestva, ki je vladal približno od leta 290 – 270 pr. n. št.. Datuma rojstva in smrti nista znana.
Monunij je za seboj pustil več arheoloških kot zgodovinskih sledov. Bil je odločen nasprotnik Makedoncev, po drugi strani pa je med invazijo Galcev kralju Ptolemaju II. Keravnu ponudil pomoč 10.000 vojakov, ki jo je Ptolemaj zavrnil. Dardanska država je med njegovo vladavino spadala med najmočnejše države na Balkanu. Vojaški pohod Galcev preko Balkana je imel za Dardanijo manjše posledice kot za Makedonijo.  Dardanci so celo pregnali nekaj galskih vojaških enot, ki so se vračale iz Makedonije proti severu. 
Monunij je leta 281 pr. n. št. sklenil zavezništvo z epirskim kraljem Pirom proti močni skupni nasprotnici Makedoniji. Bil je prvi ilirski vladar, ki je koval lasten denar, verjetno potem, ko je dobil oblast nad Tavlantskim kraljestvom in grškimi kolonijami ob jadranski obali. Pokopan je bil v kraljevih grobnicah v Selcë e Poshtme v mestu Pelionu. Čelada z napisom v grščini, ki so jo odkrili v Ohridu, in srebrni kovanci s kraljevimi in makedonskimi simboli kažejo na  Monunijeve nadvihe iz Makedonije, morda prav v času zmede, ki je sledila galski invaziji. Po Ptolemajevi smrti je morda za krajše obdobje celo zasedel makedonski prestol.
V Mununijevem zgodovinskem obdobju je bilo več dardanskih vladarjev z imenom Monunij, zato je nastalo nekaj zmede, komu pripisati kakšno dejanje ali dogodek. Ni znano na primer kateri kralj je koval denar v Draču in kateri je ponudil vojaško pomoč Makedoncem med napadom Keltov. Predpostavka, da so kovanci Monunijevi, je vprašljiva, ker so na srebrnikih samo simboli Drača in Apolonije in jih niso našli nikjer drugje kot na obalnem nižavju. Tudi ime dardanskega kralja, ki je Makedoncem ponudil pomoč proti Keltom ni poznano, vendar ga mnogi povezujejo s tistim Monunijem, ki je koval denar v Draču. 

## Invazija Galcev
V 4. stoletju pr. n. št. so se v Panonsko nižino naselili Galci in podjarmili številna ilirska plemena. Diodor in Pavzanij pišeta, da so okoli leta 280 pr. n. št. začeli prodirali proti Makedoniji in Iliriji, Grčiji in Trakiji. Glavnina njihove vojske je štela 150.000 pešakov, opremljenih z velikimi ščiti, in 10.000 konjenikov, katerim je sledilo 2.000 voz s hrano in opremo. Večina držav na Balkanu je na njihov pohod gledala z velikim strahom, makedonski kralj Ptolemaj Keravn pa je ostal ravnodušen. Monunij je mlademu kralju leta 279 pr. n. št. ponudil vojaško pomoč, Ptolemaj pa je na ponudbo dardanskih odposlancev gledal zviška in jim odgovoril, da Makedonci, ki so podjarmili ves vzhod, ne potrebujejo Dardancev, da bi branili njihove meje. Razlog za njegovo zavrnitev bi lahko bilo Monunijevo zavezništvo s Tračani, ki ga je sklenil malo pred galsko invazijo, da bi se dokopal do makedonskega prestola, pravi politični razlog za zavrnitev ponudbe pa ni znan. Ko je Monunij izvedel za Ptolemajev odgovor, je izjavil, da bo zaradi Ptolemajeve mladosti in neizkušenosti Makedonsko kraljestvo  kmalu propadlo samo od sebe.
Do bitke med Makedonci in Galci je prišlo samo nekaj dni kasneje. Makedonska vojska je brezglavo zbežala, kralj pa je bil ranjen in ujet. Galci so zatem nadaljevali pohod na jug proti Delfom. 
Galska vojska se je v domovino vračala po isti poti, po kateri je prišla. Na povratku se je večkrat spopadla, med prehodom skozi Dardanijo pa jo je Monunijeva vojska premagala in dokončno  pregnala. Drug opis umika Galcev pravi, da so se z Dardanci dogovorili za miren prehod njihovega ozemlja v zamenjavo za del naropanega zlata.

## Kovanje denarja
Monunij je leta 280 pr. n. št. dobil oblast nad tavlantsko državo in začel kot prvi iliriski kralj kovati svoj denar, čeprav so ga Iliri kovali že mnogo pred 3. stoletjem pr. n. št.. Kovanje srebrnega denarja je za državo pomenilo velik finančni vir pod državnim nadzorom. 
Kopije njegovega denarja so kovali tudi drugod. Kovanci z napisom BACIΛEΩΣ MONOYNIOY (kralj Monunij) so se od kovancev iz Drača razlikovali samo po tem, da so imeli slednji nad podobo krave s teletom spodnjo čeljustnico divjega prašiča kot simbol kraljevega ilirskega imena. Na njih je bil napis ΔYP (za  Δυρραχίου – Drač), ki je pomenil mesto, v katerem se je denar koval, pa tudi kraljevo suverenost nad njim. Kovance so v velikem številu našli v ilirskem mestu Gurëzeza v zaledju grške kolonije Apolonije. 

## Kraljevi grobovi v Selcë e Poshtme
Monunijevo drugo veliko središče je bil verjetno antični Pelion v Dasaretiji blizu sednje vasi Selcë e Poshtme v Albaniji, kjer je bila stara rezidenca ilirskih kraljev. V kraljevi grobnici v Selcë e Poshtme naj bi bil pokopan Monunij. Na grobišču je deset grobov s trupli in žarami pokojnikov in bogatimi grobnimi dodatki iz drugege obdobja pokopov, potem ko je bila kraljeva grobnica v zadnjih desetletjih 3. stoletja pr. n. št. izropana.  
Opustošenje grobnice je onemogočilo njeno povezavo z določeno zgodovinsko osebo, za njeno identifikacijo pa bi kljub temu lahko služila reliefa, ki krasita fasado grobnice. Na njiju je upodobljen ščit ilirskega tipa in čelada helenskih vladarjev. Ščit označuje lokalnega vladarja, medtem ko je čelada skladna z bronasto čelado, ki so jo med prvo svetovno vojno odkrili v okolici Ohridskega jezera in je razstavljena v antični zbirki Antikensammlung v Berlinu. Na zadnji strani čelade je napis (M)ONOYNIOY BACIΛEΩ(Σ) - kralj Monunij, ki je kaligrafsko skoraj identičen napisu na Monunijevih kovancih. Seveda se ne da z gotovostjo trditi, da je čelada spadala med predmete, ki so jih ukradli ali odnesli iz prvotne grobnice v Pelionu, dokazuje pa, da je Monunijeva dardanska država segala vse do Ohridskega jezera, od koder je lahko posegal v spore za makedonski prestol, ki so se nazadnje sprevrgli v njegovo zahtevo po njem. To tudi zanesljivo pomeni, da so srebrniki iz druge serije nosili njegovo ime in tradicionalne makedonske simbole: na prednji strani Heraklejevo glavo, na zadnji pa Zevsa iz Olimpije, sedečega na prestolu. Število kovancev je bilo verjetno zelo majhno, saj se je do danes ohranil samo eden. 